# Arhythmorhynchus pumiliorostris
Arhythmorhynchus pumiliorostris är en hakmaskart som beskrevs av Van Cleave 1916. Arhythmorhynchus pumiliorostris ingår i släktet Arhythmorhynchus och familjen Polymorphidae. Inga underarter finns listade i Catalogue of Life.